# Circulation en sens unique
Pour les articles homonymes, voir Sens unique.
 (juillet 2011).
La circulation en sens unique est un type de circulation routière qui impose aux conducteurs de rouler sur une route particulière dans un seul sens.
Le sens unique a été accepté à un niveau international lors de la convention de Vienne, sa forme graphique est donnée par les codes E3a, E3b, de la convention de vienne.
La convention de Vienne classe le panneau de sens unique dans les signaux de prescription particulière, sur fond bleu.
En France, les dispositions réglementaires du Code de la route, concernant le sens imposé à la circulation, sont édictées par l'article R.412-28 (« circulation en sens interdit »). (Voir Panneau d'indication de circulation à sens unique en France).
Il existe une notion de sens unique limité aux véhicules motorisés, permettant notamment aux cyclistes de ne pas tenir compte de la restriction imposée aux autres véhicules : les double-sens cyclable. En France, ils s'appliquent aux zones 30 et zones de rencontre.

Panneau C12 annonçant l'entrée dans un sens unique en France.
Panneau 267 « sens interdit » en Allemagne.
Panneau indiquant un double sens cyclable en France.
Panonceau français « sauf vélos », souvent placé sous un panneau B1 « sens interdit ».